# Melanomys
Melanomys là một chi động vật có vú trong họ Cricetidae, bộ Gặm nhấm. Chi này được Thomas miêu tả năm 1902. Loài điển hình của chi này là Oryzomys phaeopus Thomas, 1894 (= Hesperomys caliginosus Tomes, 1860).

## Các loài
Chi này gồm các loài: